# Scott Martin
Scott Martin (Whitehaven, 6 november 1981) is een Brits rallynavigator, actief naast Elfyn Evans in het wereldkampioenschap rally.